# Trastorn d'ansietat per separació
El trastorn d'ansietat per separació (TAS) és un trastorn d'ansietat en què un individu experimenta ansietat excessiva al separar-se de casa i/o de persones amb qui l'individu té un fort lligam emocional (per exemple un progenitor, un cuidador, o un altre significatiu). És més freqüent en nens petits, normalment entre els sis i set mesos i els tres anys, tot i que pot manifestar-se patològicament en nens més grans, adolescents i adults. L'ansietat de separació és una part natural del procés de desenvolupament. A diferència del TAS (caracteritzat per una ansietat excessiva), l'ansietat de separació normal indica avenços saludables en la maduració cognitiva d'un nen i no s'hauria de considerar un problema de conducta en el desenvolupament.
Segons l'Associació Americana de Psiquiatria (APA), el trastorn d'ansietat per separació és una mostra excessiva de por i angoixa davant de situacions de separació de la llar i/o d'una persona específica. L'ansietat que s'expressa és atípica tenint en compte del nivell i edat de desenvolupament esperats. La gravetat dels símptomes va des de la inquietud anticipativa fins a la plena ansietat de la separació.
El TAS pot provocar efectes negatius significatius en els àmbits del funcionament social i emocional, de la vida familiar i de la salut física de l'individu afectat. La durada d'aquest problema ha de persistir almenys quatre setmanes i ha de presentar-se abans dels divuit anys per ser diagnosticat de TAS infantil, tot i que també es pot diagnosticar en adults amb una durada típica de sis mesos segons s'especifica al DSM-5.

## Antecedents
Els orígens del trastorn d'ansietat de separació provenen de la teoria de l'adhesió que té les seves arrels en les teories de l'adhesió tant de Sigmund Freud com de John Bowlby. La teoria de l'adhesió de Freud, que té similituds amb la teoria de l'aprenentatge, proposa que els nadons tenen impulsos instintius i que, quan aquests impulsos són desatesos, l'infant es traumatitza. Aleshores, el nadó aprèn que quan la seva mare és absent, implica una falta de gratificació angoixant, convertint així l'absència de la mare en un estímul condicionat que desencadena ansietat en el nadó, que considera que les seves necessitats seran ignorades. El resultat d'aquesta associació és que el nen esdevé poruc amb totes les situacions que inclouen distància amb el seu cuidador.
La teoria del lligam de John Bowlby també va contribuir al coneixement que envolta el trastorn d'ansietat per separació. La seva teoria és un marc en el qual contextualitzar les relacions que els humans formem entre nosaltres. Bowlby suggereix que els nadons són instintivament motivats a cercar la proximitat amb un cuidador familiar, especialment quan estan alarmats, i esperen que en aquests moments se'ls doni suport i protecció emocional. Considera que tots els nadons s'adhereixen als seus cuidadors, però que hi ha diferències individuals en la forma de desenvolupar aquests lligams. Hi ha quatre estils de lligam o aferrament principals segons Bowlby; segur, insegur-evitatiu, desorganitzat i insegur-ambivalent. L'aferrament o lligam insegur-ambivalent és el més rellevant aquí perquè la seva descripció, que indica que un bebè sent extrema angoixa i ansietat quan el seu cuidador està absent i no se sent tranquil·litzat quan torna, és molt similar al TAS.

## Signes i símptomes

### Entorn acadèmic
Igual que amb altres trastorns d'ansietat, els nens amb TAS solen haver d'afrontar més obstacles a l'escola que els que no tenen trastorns d'ansietat. S'ha trobat que els nens amb ansietat presenten moltes més dificultats relacionals i de funcionament escolar. En algunes formes severes de TAS, els nens poden actuar de manera disruptiva a classe o es poden negar a assistir a l'escola per complet. Es calcula que prop del 75% dels nens amb TAS presenten alguna forma de fòbia escolar.
Hi ha diverses possibles manifestacions d'aquest trastorn quan l'infant entra en un entorn acadèmic. Un nen amb TAS pot protestar enèrgicament a l'arribar a l'escola. Poden tenir problemes acomiadant-se dels seus pares i mostrar conductes com aferrar-se al progenitor, de manera que és gairebé impossible que el progenitor es pugui separar d'ells. Podrien cridar i plorar de manera exagerada fins i tot durant un llarg període després que els seus pares hagin desaparegut (des de diversos minuts fins a més d'una hora) i negar-se a interactuar amb altres nens o professors, rebutjant la seva atenció. Podrien sentir una necessitat aclaparadora de saber on són els seus pares i que estan bé.
Aquest és un problema seriós perquè, a mesura que els nens s'endarrereixen en els estudis, cada vegada els costa tornar a l'escola.
Els problemes a curt termini derivats del rebuig escolar inclouen un mal rendiment acadèmic o un descens del rendiment, una alienació dels companys i conflictes familiars.
Tot i que el comportament de rebuig escolar és freqüent entre els nens amb TAS, és important tenir en compte que el rebuig escolar de vegades està vinculada a un trastorn d'ansietat generalitzada o a un trastorn de l'estat d'ànim. Dit això, la majoria dels nens amb trastorn d'ansietat per separació tenen el rebuig escolar com a símptoma. Fins a un 80% dels nens que es neguen a anar a l'escola poden ser diagnosticats de trastorn d'ansietat per separació.

### Entorn de la llar
Els símptomes del TAS poden persistir fins i tot en un entorn familiar i/o còmode per al nen, com la pròpia casa. El nen pot tenir por d'estar sol a una habitació, fins i tot si saben que el seu progenitor es troba a l'habitació del costat. Poden tenir por d'estar sols a l'habitació o d'anar a dormir a una habitació fosca. Es poden presentar problemes a l'hora d'anar a dormir, ja que el nen es pot negar a dormir a no ser que el seu cuidador estigui a prop i sigui visible. Durant el dia, el nen pot seguir el progenitor i aferrar-se al seu costat.

### Entorn laboral
De la mateixa manera que el TAS afecta l'assistència i la participació d'un nen a l'escola, la seva conducta d'evitació es manté a mesura que creix i entra a l'edat adulta. Recentment, "els efectes de les malalties mentals sobre la productivitat del lloc de treball han esdevingut una preocupació important a nivell internacional”. En general, la malaltia mental és un problema de salut comú entre els adults que treballen; entre el 20% i el 30% dels adults pateixen almenys un trastorn psiquiàtric. La malaltia mental està relacionada amb la disminució de la productivitat i, entre els individus diagnosticats de TAS, els seus nivells de funcionament disminueixen dramàticament, donant lloc a jornades de treball parcials, augment del nombre total d'absències i alentiment a l'hora de fer tasques.

## Causes
Els factors que contribueixen al trastorn inclouen una combinació i interacció de factors biològics, cognitius, ambientals, de personalitat i conductuals.
Els nens tenen més probabilitats de desenvolupar TAS si un o els dos progenitors presenten un trastorn psicològic. Recents investigacions realitzades per Daniel Schechter i col·laboradors han assenyalat dificultats de les mares que han tingut experiències adverses primerenques com maltractaments o lligams problemàtics amb els seus propis cuidadors, que després desenvolupen respostes inadequades cap als seus fills, en quant a la regulació de les emocions i atenció conjunta, respostes que estan relacionades amb la pròpia psicopatologia (per exemple, trastorn per estrès posttraumàtic matern (TEPT) o depressió.) Aquestes respostes maternes atípiques que s'han demostrat que estan associades a l'ansietat per separació s'han relacionat amb alteracions en la resposta fisiològica a l'estrès matern a la separació de la mare-nen, així com amb una menor activitat neuronal a la regió cerebral del còrtex prefrontal medial quan a les mares amb i sense TEPT se'ls van mostrar fragments de vídeo dels seus fills propis i desconeguts durant la separació mare-fill en comparació amb el joc lliure.
Molts professionals de la psicologia han suggerit que la separació precoç o traumàtica d'un cuidador central en la vida d'un nen pot augmentar la probabilitat que aquests siguin diagnosticats de TAS, fòbia escolar i trastorns de l'espectre depressiu. Alguns nens poden ser més vulnerables al TAS degut a la seva personalitat, per exemple, pel seu nivell d'ansietat quan s'enfronten situacions noves.

### Ambientals
Molt sovint, l'aparició d'un trastorn d'ansietat per separació és causada per un esdeveniment vital estressant, especialment una pèrdua d'un ésser estimat o d'una mascota, però també pot incloure el divorci parental, el canvi d'escola o de barri, desastres naturals o circumstàncies que obliguen a l'individu a separat-se de les figures d'aferrament. En persones adultes, les experiències de vida estressants poden incloure anar a la universitat, traslladar-se per primera vegada o convertir-se en pare.

### Genètiques i fisiològiques
Hi pot haver una predisposició genètica en nens amb trastorn d'ansietat per separació. "El trastorn d'ansietat de separació en els nens pot ser hereditari."" L'hereditat es va estimar en el 73% en una mostra amb bessons de 6 anys, amb taxes més altes en les nenes que en els nens".
La personalitat d'un nen també pot afectar el desenvolupament del TAS. Les conductes tímides es poden denominar "personalitats d'inhibició de la conducta", en les quals el nen pot experimentar ansietat quan no està familiaritzat amb una ubicació o una persona determinades.

## Mecanisme
L'evidència preliminar demostra que una sobre-activació de l'amígdala pot estar associada a símptomes del trastorn d'ansietat per separació. Problemes a les zones ventrolaterals i dorsomedials de l'escorça prefrontal també estan relacionats amb trastorns d'ansietat en nens.

## Diagnosi
L'ansietat per separació es produeix en molts nadons i nens petits a mesura que s'adapten al seu entorn. Aquesta ansietat es considera una fase normal del desenvolupament entre els primers mesos de la primera infància i fins als dos anys. L'ansietat per separació és normal en nens petits, fins als 3–4 anys, quan els nens entren a una guarderia o a parvulari, lluny del seu progenitor o cuidador principal. Altres fonts assenyalen que no s'hauria de presentar un diagnòstic definitiu de TAS fins a partir dels tres anys.
Alguns estudis han demostrat que els canvis hormonals durant l'embaràs poden donar lloc a menors nivells de cortisol més tard, que poden conduir posteriorment a trastorns psicològics, com el TAS. També és important tenir en compte canvis importants a la vida que ha experimentat l'infant, anteriors o presents a l'aparició del trastorn. Per exemple, els nens que van emigrar d'un altre país a una edat primerenca poden tenir una probabilitat més alta de desenvolupar aquest trastorn, ja que ja s'han sentit desplaçats d'un lloc al qual començaven a acostumar-se. No és infreqüent que s'aferrin incessantment al seu cuidador en arribar al nou lloc, sobretot si el nen no coneix la llengua del seu nou país. Aquests símptomes poden disminuir o desaparèixer a mesura que el nen s'acostumi al nou entorn. Altres fonts assenyalen que no s'hauria d'afirmar un diagnòstic definitiu de TAS fins a partir dels tres anys. L'ansietat per separació es pot diagnosticar com a trastorn si es considera excessiva l'ansietat del nen relacionada amb la separació de la llar o la figura de l'aferrament; si el nivell d'ansietat supera l'acceptable per al nivell i edat de desenvolupament del nen; i si l'ansietat afecta negativament la vida quotidiana del nen.
Molts trastorns psicològics comencen a aparèixer durant la infància. Prop de dos terços dels adults amb trastorn psicològic mostren signes del seu trastorn durant els primers estadis vitals. No obstant això, no tots els trastorns psicològics estan presents abans de l'edat adulta. En molts casos, no hi ha signes durant la infància.
La inhibició conductuall (IC) té un paper important en molts trastorns d'ansietat, inclòs el TAS. En comparació amb els nens sense aquest tret, els nens amb IC mostren més signes de por quan experimenten un nou estímul, en particular aquells de naturalesa social. Els nens amb infecció biològica tenen un risc més elevat de desenvolupar un trastorn mental, particularment trastorns d'ansietat, que els nens sense IC.
L'ansietat per separació és normal en nens petits, fins als 3–4 anys, quan els nens entren a una guarderia o a parvulari, lluny del seu progenitor o cuidador principal.
Per ser diagnosticat amb TAS, cal mostrar almenys tres dels criteris següents:
- Malestar excessiu i recurrent quan es preveu o es viu una separació de la llar o de les figures de major aferrament.
- Preocupació excessiva i persistent per la possible pèrdua de les figures de major aferrament o que puguin patir un possible dany, com una malaltia, lesió, calamitats o mort.
- Preocupació excessiva i persistent per la possibilitat que un esdeveniment advers (p. ex., perdre's, ser raptat, tenir un accident, emmalaltir) causi la separació d'una figura de gran aferrament.
- Resistència o rebuig persistent a sortir, lluny de casa, a l'escola, a la feina o a un altre lloc per por a la separació.
- Por excessiva i persistent o resistència a estar sol o sense les figures de major aferrament a casa o a altres llocs.
- Resistència o rebuig persistent a dormir fora de casa o a dormir sense estar a prop d'una figura de gran aferrament.
- Malsons repetits sobre el tema de la separació.
- Queixes repetides de símptomes físics (p. ex., mal de cap, mal de panxa, nàusees, vòmits) quan es produeix o es preveu la separació de les figures de major aferrament.

### Classificació
L'ansietat per separació és freqüent per a nadons d'entre vuit i catorze mesos i es produeix a mesura que els nadons comencen a comprendre la seva pròpia autonomia, o bé entenen que són persones separades del seu cuidador principal. Els lactants solen buscar els seus cuidadors per donar-los una sensació de confort i familiaritat, cosa que fa que la separació sigui més difícil. Posteriorment, sorgeix el concepte de permanència d'objectes, que és quan els nens aprenen que encara existeix alguna cosa quan no es pot veure o escoltar, augmentant així la consciència d'estar separat del seu cuidador. En conseqüència, durant el període de desenvolupament en què el bebè té sentit per si mateix, incorporant-hi també la permanència d'objectes, el nen també comença a comprendre que, de fet, poden separar-se del seu cuidador principal. Malgrat això, veuen aquesta separació com una cosa final i encara no entenen que el seu cuidador tornarà, causant por i angoixa al nadó. És quan un individu (lactant, nen o amb l'edat que sigui) reacciona de manera constant a la separació amb ansietat i angoixa excessiva, i experimenta una gran interferència a causa d'aquesta ansietat, que es pot justificar un diagnòstic de trastorn d'ansietat per separació (TAS).
Una de les dificultats en la identificació del trastorn d'ansietat per separació en nens és que és altament comòrbida amb altres trastorns de conducta, especialment el trastorn d'ansietat generalitzada. Comportaments com la negativa o la vacil·lació a l'assistència a l'escola o la nostàlgia de la llar, per exemple, poden reflectir fàcilment símptomes i patrons de comportament similars als que s'associen habitualment amb el TAS, però poden suposar un solapament de símptomes. La prevalença de trastorns coincidents en adults amb trastorn d'ansietat per separació és freqüent i inclou un espectre molt més ampli de possibilitats diagnòstiques. Les comorbiditats comunes poden incloure fòbies específiques, PTSD, trastorn de pànic, trastorn obsessiu-compulsiu i trastorns de personalitat. És molt freqüent que els trastorns psicològics es superposin i fins i tot condueixin a la manifestació d'un altre trastorn, sobretot quan es tracta de trastorns d'ansietat. A causa de la variació i el solapament dels símptomes, és fonamental una avaluació adequada i completa de l'individu per determinar les diferències i la seva rellevància. Un aspecte important per establir una diferència entre la TAS i altres trastorns d'ansietat o psicològica és investigar d'on sorgeix la por de la separació de l'individu; això es pot aconseguir preguntant "què temen que es produeixi durant una separació de l'altre significatiu".
El que destaca del TAS, com s'ha esmentat anteriorment, són els comportaments d'evitació que es presenten en un individu. Els individus “solen presentar angoixa excessiva que es manifesta plorant, queixes repetides de símptomes físics (p. ex. mal de panxa, mals de cap, etc.), evitació (per exemple, negar-se a anar a l'escola, a dormir sol, a quedar-se sol a la llar, a iniciar-se en esdeveniments socials, a anar a treballar, etc.) i dur a terme conductes de seguretat (per exemple, trucades freqüents a o des d'altres significatius o cuidadors primaris)”.

### Mètodes d'avaluació
Els mètodes d'avaluació inclouen entrevistes diagnòstiques, mesures d'autoinforme tant dels pares com del fill, observació de la interacció pares-fills i avaluació especialitzada per a nens en edat preescolar. S'exploren diversos aspectes del desenvolupament d'un nen, com ara la vida social, l'alimentació i el son, problemes mèdics, fets traumàtics viscuts, i antecedents familiars de problemes de salut mental o d'ansietat. La recopilació de tots aquests aspectes de la vida del nen ajuda a tenir una visió multidimensional d'aquesta.
D'altra banda, tot i que s'ha fet molta investigació amb l'objectiu de comprendre millor l'ansietat per separació pel que fa a la relació entre els nadons i els seus cuidadors, va ser la psicòloga conductista, Mary Ainsworth, qui va idear un mètode d'avaluació del comportament, La Situació Estranya (1969), el qual, en el seu moment, va ser considerat com el més valuós i famós en l'estudi de l'ansietat per separació. El procés de La Situació Estranya va ajudar a avaluar i mesurar els estils d'aferrament individual dels nadons d'entre 9 i 18 mesos. En aquest estudi d'observació es crea un entorn que fluctua entre situacions familiars i poc conegudes que s'experimentarien en la vida quotidiana. S'observen les variacions de l'estrès i les respostes del nen i, en funció de la conducta d'interacció cap al cuidador, l'infant es classifica en un dels quatre tipus d'estils d'aferranent diferents: 1. Segur, 2. Ansiós-evitatiu, insegur, 3. Ansiós-ambivalent/resistent, insegur i 4. Desorganitzat/desorientat.
Els clínics poden utilitzar entrevistes com a eina d'avaluació per avaluar la simptomatologia i ajudar a diagnosticar el TAS. Es poden realitzar entrevistes amb el nen i també amb la figura d'aferrament. Entrevistar per separat el fill i el cuidador permet al clínic recopilar diferents punts de vista i informació.
Les entrevistes més utilitzades inclouen:
- Programa d'Entrevistes de Trastorns d'Ansietat per al DSM-IV, versions de pares de fills (ADIS-IV-C/P)
- Programa d'Entrevistes Diagnòstiques per a Nens, versió IV (DISC-IV)
- Programa per a Trastorns afectius i Esquizofrènia per a Nens en Edat escolar - present i tota la vida: versió IV (K-SADS-IV)

### Mesures d'autoinforme
Aquesta forma d'avaluació no hauria de ser l'única base d'un diagnòstic TAS. També és important verificar que el nen que estigui informant de les seves experiències tingui les habilitats cognitives i de comunicació adequades per comprendre i respondre amb precisió a aquestes mesures. Un exemple d'eina d'autoinforme que s'ha provat és l'Escala d'Avaluació de l'Ansietat per Separació per a Nens (SAAS-C). L'escala conté 34 ítems i es divideix en sis dimensions. Les dimensions, en ordre, són: abandonament, por a estar sol, por a la malaltia física, preocupació pels esdeveniments calamitosos, freqüència dels esdeveniments calamitosos i índex de senyal de seguretat. Les cinc primeres dimensions tenen un total de cinc ítems, mentre que la darrera conté nou ítems. L'escala va més enllà de valorar els símptomes; se centra en casos individuals i en la planificació del tractament.

### Observació
Com va assenyalar Altman, McGoey & Sommer, és important observar el nen, "en múltiples contextos, en nombroses ocasions i en els seus entorns quotidians (llar, guarderia, parvulari)". És beneficiós observar les interaccions i les conductes dels pares i els fills que puguin contribuir al TAS.
El Sistema de codificació d'Interacció Diàdica Pare-Fill i el recent el Sistema de codificació d'Interacció Diàdica Pare-Fill II (DPICS II) són mètodes que s'utilitzen a l'hora d'observar les interaccions de pares i fills.
Els Diaris d'Ansietat de Separació Diària (SADD) també s'han utilitzat per “avaluar comportaments ansiosos, juntament amb els seus antecedents i conseqüències, i poden ser especialment adequats en el TAS donat el seu focus específic en la separació entre pares i fills” (Silverman i Ollendick, 2005). Els diaris s'han avaluat acuradament per a la seva validesa.

### Nens en edat pre-escolar
En la fase d'edat preescolar, la identificació i la intervenció primerenques són crucials. Es tenen en compte les habilitats de comunicació dels nens petits a l'hora de crear avaluacions adequades a l'edat.
Una eina d'avaluació que s'utilitza habitualment per a nens en edat preescolar (entre els 2 i els 5 anys) és l'Avaluació Psiquiàtrica per Edat Preescolar (PAPA). Altres qüestionaris i les escales de qualificació que s'utilitzen per a avaluar la població més jove inclouen les Escales d'Achenbach, el Programa d'Enquesta de Pors per a Nadons i Preescolars i l'Escala Infantil i Preescolar per a Conductes Inhibides.
Els nens en edat preescolar també són entrevistats. Dues entrevistes que s'acostumen a realitzar són l'"Atttachment Doll-Play" i la "Emotional Knowledge". En ambdós casos, l'entrevistador mostra un escenari on es produeixen separacions i retrobaments; al nen se li diu que assenyali una de les quatre expressions facials presentades. Aquestes expressions facials mostren emocions com la ira o la tristesa. A continuació, s'analitzen els resultats.
També s'utilitzen observacions conductuals a l'hora de valorar la població més jove. Les observacions permeten al professional clínic observar algunes de les conductes i emocions en contextos específics.

## Tractament

### No basat en medicaments
Els tractaments no basats en medicaments són la primera opció quan es tracta d'individus diagnosticats de trastorn d'ansietat per separació. L'assessorament acostuma a ser la millor alternativa al tractament amb fàrmacs. Hi ha dos enfocaments diferents sense medicaments per tractar l'ansietat de separació. El primer és una intervenció psicoeducativa, sovint usada conjuntament amb altres intervencions terapèutiques. Es tracta específicament d'educar l'individu i la seva família perquè tinguin coneixement del trastorn, així com assessorar als pares i orientar els professors sobre com ajudar el nen. El segon és una intervenció psicoterapèutica quan els intents previs no són efectius. Les intervencions psicoterapèutiques són més estructurades i inclouen teràpia conductual, cognitiva-conductual, programa de contingències, psicoteràpia psicodinàmica i teràpia familiar .

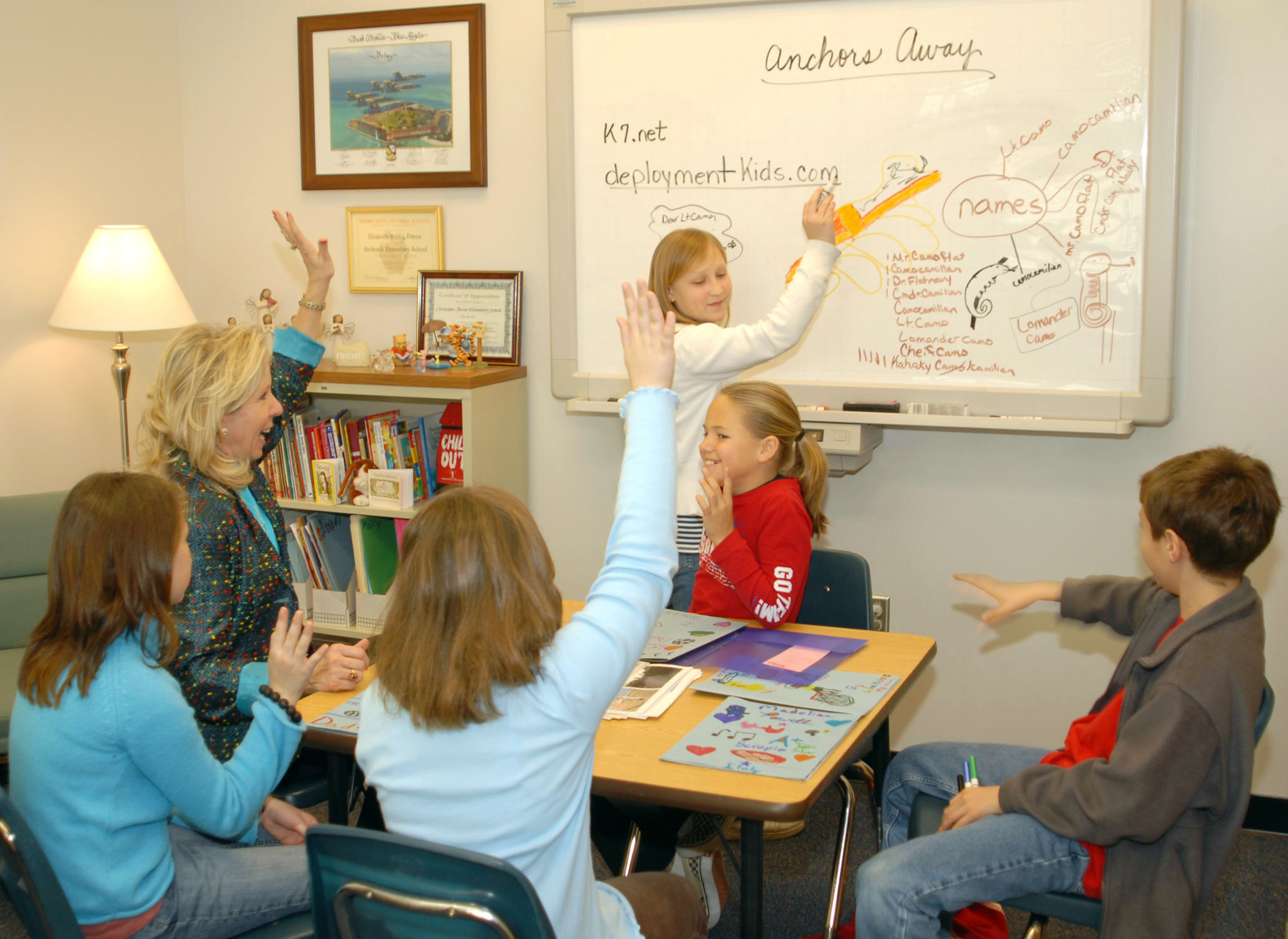
Programa d'ancoratge per a nens amb trastorns d'ansietat.

#### Exposició i teràpia conductual
Les teràpies conductuals són un tipus de tractament no basat en fàrmacs, que són principalment basades en l'exposició. S'inclouen tècniques com la dessensibilització sistemàtica, les imatges emotives, el modelatge de participants i la gestió de contingències. Les teràpies conductuals exposen gradualment als individus a petits increments per reduir lentament la seva ansietat amb el pas del temps i se centra sobretot en la seva conducta. La teràpia basada en l'exposició funciona sota el principi d'habituació que es deriva de la teoria de l'aprenentatge. El concepte fonamental de la teràpia d'exposició és que l'ansietat a situacions, persones i coses no desapareix quan les persones eviten les coses que temen, sinó que els sentiments incòmodes es simplement s'aturen temporalment. Per disminuir eficaçment els sentiments negatius associats a la situació de por, cal abordar-los directament. Per tal d'administrar aquest tractament, el terapeuta i el nen amb ansietat seuen plegats i identifiquen situacions progressivament intenses. Quan s'aborda amb èxit una situació, l'infant avança a la següent fase d'intensitat. Aquest patró continua fins que el nen és capaç de manejar estar lluny del seu progenitor d'una forma adequada al seu desenvolupament, provocant-li una quantitat mínima d'estrès a ell i al seu cuidador. Si bé hi ha certa controvèrsia sobre l'ús de la teràpia d'exposició amb nens, s'acorda generalment que la teràpia d'exposició en el context del TAS és acceptable ja que pot ser la forma més eficaç de teràpia en el tractament d'aquest trastorn i el seu risc associat és mínim.

#### Gestió de contingències
La gestió de contingències és una forma de tractament que pot resultar eficaç per als nens més petits amb TAS. La gestió de contingències gira entorn d'un sistema de recompenses amb reforç verbal o tangible i requereix la implicació parental. Es redacta un contracte de contingències entre el progenitor i el fill, que comporta un acord per escrit sobre objectius específics que el nen intentarà assolir i la recompensa específica que el progenitor lliurarà un cop finalitzada la tasca. Quan el nen sotmès a la gestió de contingències mostra signes d'autonomia o aconsegueix els seus objectius de tractament, se l'elogia o se li dona la recompensa acordada. Això facilita una nova experiència positiva on abans hi havia por i ansietat. Els nens en edat preescolar que presenten símptomes de TAS no tenen la capacitat comunicativa d'expressar les seves emocions ni la capacitat d'autocontrol per afrontar l'ansietat de separació pel seu compte, per la qual cosa la participació dels pares és crucial en els casos més joves de TAS.

#### Teràpia cognitiva conductual
La teràpia cognitiva-conductual (CBT) se centra en ajudar els nens amb TAS a reduir els sentiments d'ansietat mitjançant pràctiques d'exposició a situacions que indueixen l'ansietat i metacognició activa per reduir els pensaments ansiosos.
La CBT té tres fases: educació, aplicació i prevenció de recaigudes. En la fase d'educació, s'informa a l'individu sobre els diferents efectes que pot tenir l'ansietat a nivell físic i, especialment, a nivell mental. El fet de comprendre i ser capaç de reconèixer les seves reaccions, l'ajudarà a gestionar i finalment reduir la seva resposta global.
Segons Kendall i col·legues, hi ha quatre components que s'han d'ensenyar a un nen sotmès a la CBT:
1. Reconèixer sentiments i conductes ansioses
2. Discutir situacions que provoquen comportaments ansiosos
3. Desenvolupar un pla d'afrontament amb reaccions adequades a les situacions
4. Avaluar l'eficàcia del pla d'afrontament

En la fase d'aplicació, els individus poden agafar el que han après i aplicar-ho en situacions en temps real per a una exposició útil. L'aspecte més important d'aquesta fase és que els individus es gestionin ells mateixos, en última instància, durant tot el procés. En la fase de prevenció de recaigudes, s'informa a l'individu que l'exposició continuada i l'aplicació del que ha treballat és la clau del progrés continu.
Un estudi va investigar el contingut dels pensaments en nens ansiosos que patien ansietat per separació, així com fòbia social o ansietat generalitzada. Els resultats suggereixen que la teràpia cognitiva per a nens que pateixen ansietat per separació (juntament amb fòbia social i ansietat generalitzada) hauria d'anar dirigida a identificar la cognició negativa de la pròpia conducta davant l'amenaça de situacions d'evocació d'ansietat i modificar aquests pensaments per promoure l'autoestima i la capacitat per afrontar adequadament la situació donada.
Les tècniques cognitives són una forma de tractament ideal per a nens grans amb TAS. La teoria d'aquesta tècnica és que els pensaments, actituds i creences disfuncionals del nen són el que condueix a l'ansietat i provoca una conducta ansiosa. Els nens que estan sent tractats amb tècniques cognitives se'ls ensenya a preguntar-se si hi ha "evidències" per donar suport als seus pensaments i conductes ansioses. Se’ls ensenya “pensaments d'afrontament” per substituir els pensaments anteriorment distorsionats durant situacions en què s'indueix ansietat, com ara fer una revisió de la realitat per valorar el perill realista d'una situació i, després, autoreforçar-se per haver manejat la situació amb valentia. Entre els exemples d'aquests pensaments distorsionats s'inclouen el pensament dicotòmic, la sobre-generalització, el filtratge (centrat en allò negatiu), la inferència arbitrària, la catastrofització, el raonament emocional, l'etiquetatge, l'autoculpar-se, i altres. De vegades els terapeutes involucraran als pares i els ensenyaran tàctiques conductuals com ara el control de contingències.

### Medicaments
L'ús de medicació s'aplica en casos extrems de TAS i quan altres opcions de tractament no han donat resultats. Tot i això, ha estat difícil demostrar els beneficis del tractament amb fàrmacs en pacients amb TAS perquè hi ha hagut molts resultats ambigus. Malgrat tots els estudis i proves, encara no hi ha cap medicació específica per al TAS. La medicació prescrita per a adults de la Food and Drug Administration (FDA) ha mostrat resultats positius per a nens i adolescents amb TAS.
Hi ha resultats ambigus sobre els avantatges d'utilitzar antidepressius tricíclics (TCA), que inclou imipramina i clomipramina. Un estudi va suggerir que la imipramina és útil per a nens amb “fòbia escolar”, que també van tenir un diagnòstic subjacent de TAS. Tot i això, altres estudis també han demostrat que l'imipramina i la clomipramina tenien el mateix efecte en nens que el placebo. El medicament més prometedor és l'ús d'inhibidors selectius de recaptació de la serotonina (SSRI) en adults i nens. Diversos estudis han demostrat que els pacients tractats amb fluvoxamina tenien millores significatives respecte els que eren tractats amb placebo. Van mostrar una disminució dels símptomes d'ansietat amb l'ús a curt termini i a llarg termini de la medicació.

## Prognosi
El malestar de les separacions en nens d'entre 8 i 14 mesos és normal. Els nens solen estar nerviosos o tenir por de gent i llocs desconeguts, però si la conducta encara persisteix a partir dels sis anys i si dura més de quatre setmanes, el nen podria tenir un trastorn d'ansietat per separació. Al voltant del 4% dels nens i nenes tenen el trastorn. El trastorn d'ansietat per separació és molt tractable, especialment quan es tracta de forma primerenca amb medicaments i teràpies conductuals. És important ajudar els nens amb ansietat per separació a identificar les circumstàncies que provoquen la seva ansietat (propers esdeveniments de separació). La capacitat d'un nen de tolerar separacions ha d'augmentar gradualment amb el pas del temps quan s'exposa gradualment als esdeveniments temuts. Fomentar que un nen amb un trastorn d'ansietat per separació se senti competent i apoderat, així com discutir els sentiments associats a esdeveniments provocadors d'ansietat, ajuda a la seva recuperació.
Els nens amb trastorn d'ansietat de separació sovint responen negativament a l'ansietat percebuda en els seus cuidadors, ja que els pares i cuidadors que també tenen trastorns d'ansietat poden confirmar involuntàriament les pors irrealistes d'un nen de que pot passar alguna cosa terrible si estan separats els uns dels altres. Així, és molt impirtant que els pares i els cuidadors prenguin consciència dels seus propis sentiments i comuniquin una sensació de seguretat i confiança sobre la separació.

### Efectes longitudinals
Diversos estudis pretenen comprendre les conseqüències a llarg termini del TAS i la salut mental. El TAS contribueix a la vulnerabilitat i actua com a factor de risc per desenvolupar altres trastorns mentals en persones d'entre 19 i 30 anys. Alguns trastorns específics, inclosos els trastorn de pànic i els trastorns depressius, són més propensos a produir-se. Altres fonts també donen suport a la major probabilitat de mostrar qualsevol de les dues psicopatologies amb antecedents de TAS infantil.
Alguns estudis mostren que els nens que tenen ansietat per separació en edats més primerenques adquireixen la por de forma més complexa. Això significa que hi ha probablement una interacció entre processos associatius i no associatius relacionats amb la por i l'ansietat en etapes vitals més avançades.

## Epidemiologia
Actualment, els trastorns d'ansietat són el tipus de psicopatologia més freqüent que es presenta en la infància, afectant entre el 5-25% dels nens a tot el món. D'aquests trastorns d'ansietat, el TAS representa una gran proporció de diagnòstics. El TAS pot representar fins a un 50% dels trastorns d'ansietat registrats en les derivacions per a un tractament de salut mental. El TAS és conegut com un dels trastorns d'ansietat que es dona en edats més primerenques. El trastorn d'ansietat per separació en adults afecta aproximadament el 7% dels adults. També s'ha informat que la població pediàtrica amb ansietat clínica és considerablement més gran. Per exemple, segons Hammerness et al. (2008) el TAS va representar el 49% de les entrades.
La investigació suggereix que el 4,1% dels nens experimentarà un nivell clínic d'ansietat per separació. D'aquest 4,1% es calcula que prop d'un terç de tots els casos persisteixen a l'edat adulta si no es tracten. Les investigacions continuen explorant en quin grau el TAS a la infància pot servir de factor de risc per al desenvolupament de trastorns mentals durant l'adolescència i l'edat adulta. Es presumeix que un percentatge molt més gran de nens pateix una petita quantitat d'ansietat per separació i no se’ls diagnostica. Múltiples estudis han trobat taxes més altes de TAS en les nenes que en els nens, i que l'absència paternal pot augmentar les probabilitats del TAS en les nenes.